# Чатуршлока
Чатуршлока («четыре шлоки») — санскритский термин, используемый по отношению к четырём самым важным текстам из определённого священного писания индуизма. Термин в основном употребляется по отношению к «Бхагавадгите» или «Бхагавата-пуране», в которых чатуршлоки рассматриваются как сказанные самим сваям-бхагаваном (Богом) и принимаются некоторыми течениями в индуизме как относящиеся к категории шрути, хотя традиционно «Бхагавата-пурану» и «Бхагавад-гиту» относят к категории писаний смрити.